# Paris Photo

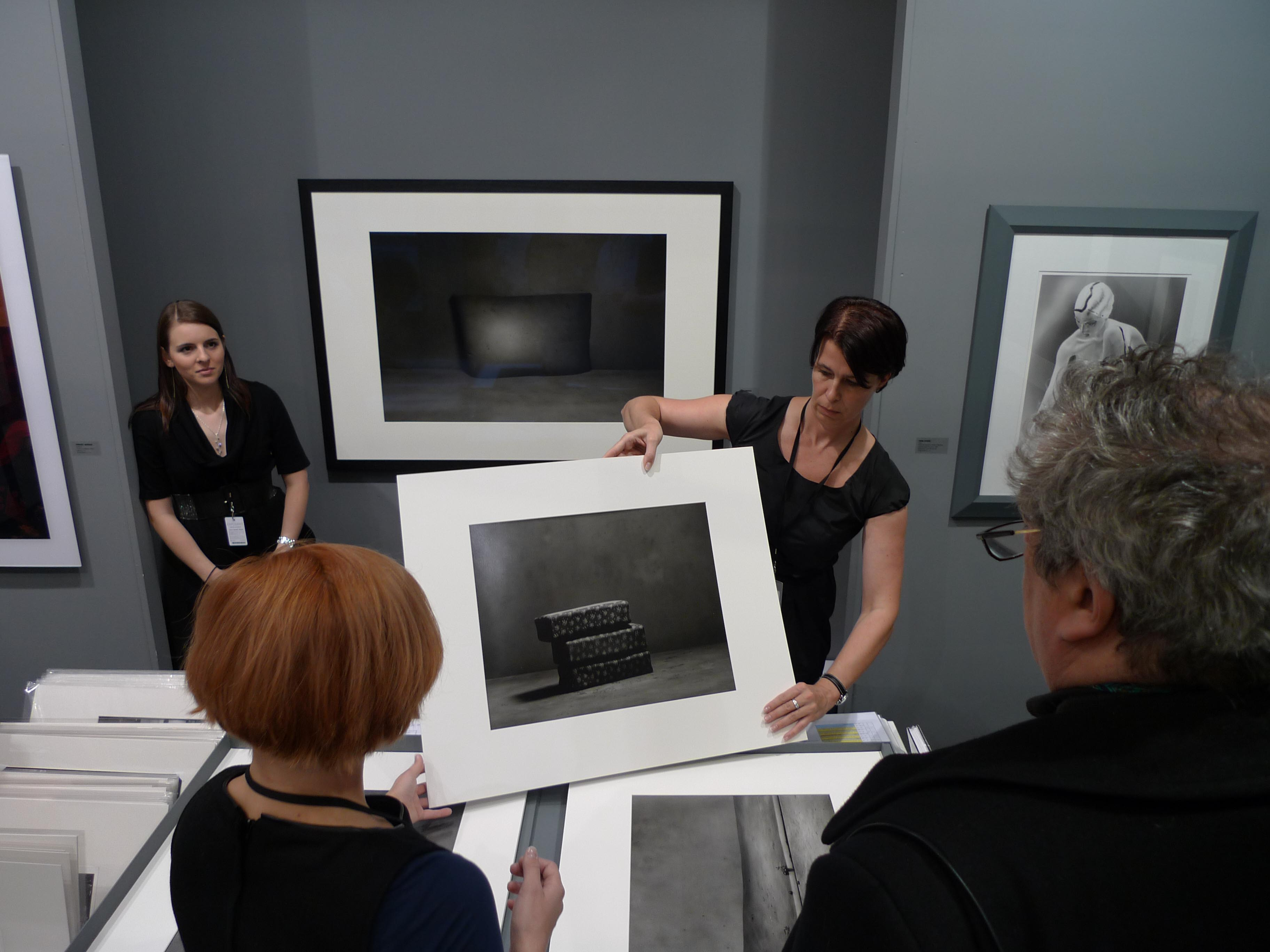
Stánek české Galerie Leica na Paris Photo 2012

Paris Photo je mezinárodní fotografický veletrh konaný každoročně ve francouzské Paříži v měsíci listopadu. Jedná se o největší evropský fotografický veletrh. Kromě komerční části obsahuje také neprodejné výstavy snímků z předních soukromých i veřejných sbírek. Na festivalu jsou zastoupeny různé fotografické a umělecké časopisy a jejich distributoři.

## Historie

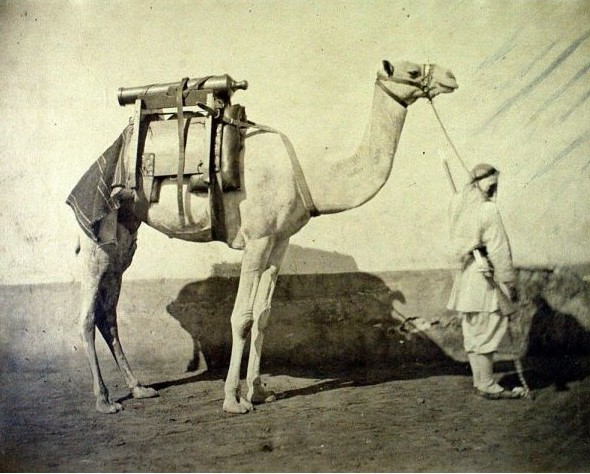
Gustave Le Gray: Dromedár dělostřelců, Egypt, cca 1866

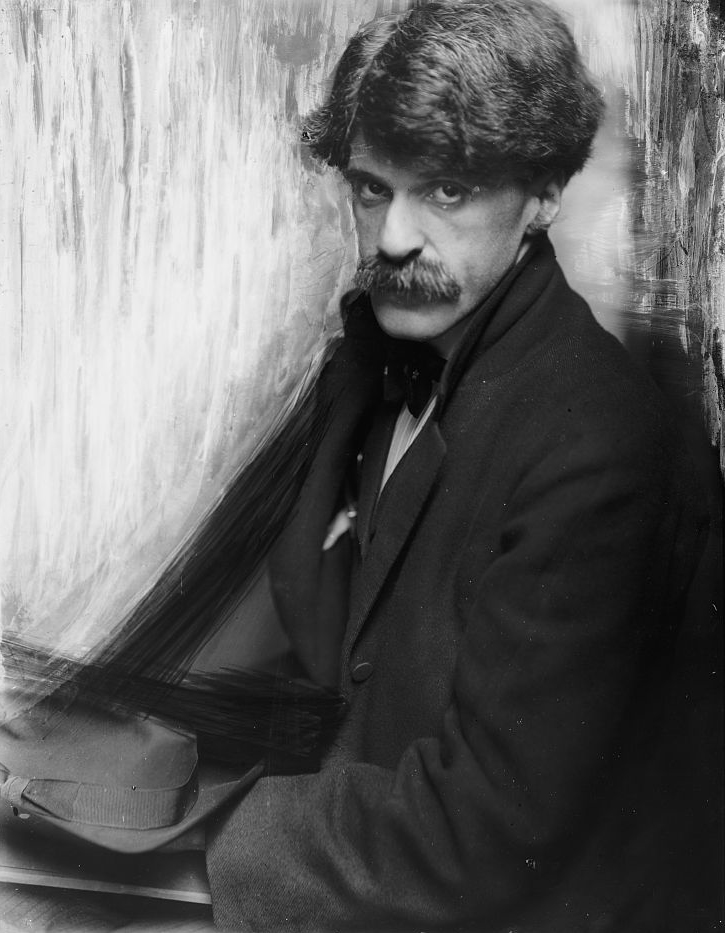
Portrét Alfreda Stieglitze od Gertrude Käsebierové, gumotisk, 1902

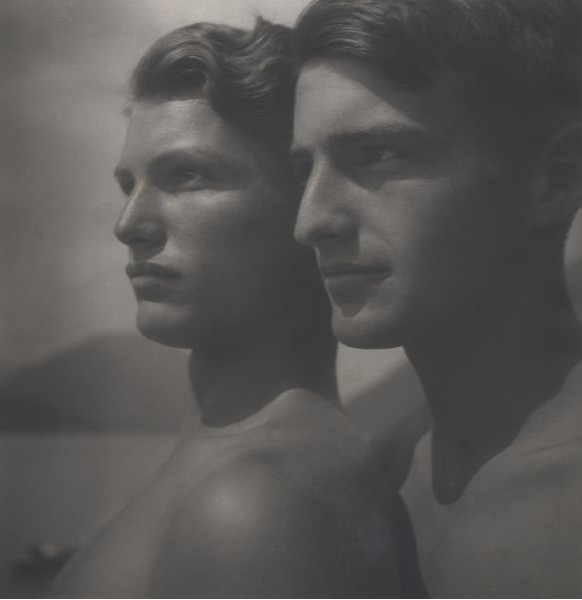
Rudolf Koppitz, Bratři, 1928

První veletrh Paris Photo se konal v roce 1997 a tradičně se koná v Carrousel du Louvre, kde se nacházejí velké podzemní výstavní prostory a obchodní centrum spojené s muzeem Louvre. V roce 2006 jej navštívilo 40 000 návštěvníků z veřejnosti.
Každý rok Paris Photo zve vybranou zemi nebo region (2005: Španělsko, 2006: Skandinávie), aby jim bylo umožněno podporovat své rodné umělce. Na festivalu je také porota, která uděluje ocenění spojené s určitým tématem (2007: „Pleasure, Distilled“) umělci, jehož práce nejlépe vystihuje téma (v roce 2007 tuto cenu sponzorovala firma BMW ve výši 12 000 eur).
V minulých letech probíhal festival ve jménu těchto témat:

### 2019
Proběhne v listopadu.

### 2018
Proběhlo od 8. do 11. listopadu s novou sekcí věnované erotické fotografii.

### 2017
Uskutečnilo se v listopadu.

### 2016
20. ročníku se zúčastnilo 183 vystavovatelů (včetně 153 galerií a 30 vydavatelů), což byl trojnásobek ve srovnání s prvním ročníkem v roce 1997. Celkem bylo zastoupeno 30 zemí (v roce 1997 bylo zastoupeno 12 zemí).

### 2015
Rok 2015 byl poznamenán tragickými událostmi. V Paříži se festival konal ve dnech 12. až 15. listopadu v Grand Palais. Ale kvůli teroristickým útokům 13. listopadu v Paříži byla výstava uzavřena 14. a 15. listopadu, navzdory dobrému startu v předchozích dvou dnech.

### 2014
18. ročník v Paříži potvrdil úspěch této akce s téměř 60 000 návštěvníky a rekordními cenami za prodej vystavených děl. Téměř 200 fotografů přišlo podepsat svou poslední knihu, mimo jiné také Martin Parr, William Klein, Raymond Depardon nebo Richard Prince. Americkou edici navštívilo 16 000 návštěvníků.

### 2013
V pořadí 17. ročník, který se uskutečnil od 14. do 17. listopadu v Grand Palais v Paříži, se zúčastnilo 136 galerií a 28 vydavatelství knih o fotografii.

### 2012
V pořadí 16. ročník zahájila ministryně kultury a komunikace Aurélie Filippetti. Podle organizátorů událost navštívilo 54 157 návštěvníků, celkem 128 galerií, 23 knihkupců a vydavatelů zastupujících 22 zemí. Instalace v Grand Palais v roce 2011 událost změnila. „Když jsem přišel před třinácti lety, veřejnost se zajímala hlavně o klasickou fotografii s moderními i starými tisky,“ řekl galerista Jérôme de Noirmont a pokračoval: „dnes jsou tady také sběratelé současného umění.“ Paris Photo spojuje oba dva tyto trhy.

### 2011
Na 15. ročníku vystavovalo celkem 117 galerií a 18 vydavatelů z 23 zemí světa. Leica Gallery Prague byla jediným účastníkem z České republiky a prezentovala následující české fotografy: Jaromír Funke, Jiří Hanke, Václav Jirásek, Miloslav Kubeš, Jaroslav Kučera, Jan Lauschmann, Jan Lukas, Miloň Novotný, Ivan Pinkava, Tono Stano, Josef Sudek, Daniel Šperl.

### 2009
Tento ročník byl zaměřen na arabskou a íránskou fotografii, kurátorkou festivalu byla Catherine David. Součástí bylo 89 galerií z 23 zemí, poprvé se objevilo 7 nových zemí - Írán, Libanon, Maroko, Portugalsko, Rusko, Tunisko, Spojené arabské emiráty a téměř 500 mezinárodních fotografů.
Součástí burzy byla například publikace Františka Drtikola Žena ve světle nebo fotografie Dubaje od rodilého Čecha Martina Bečky (Martin Becka), které pořídil v roce 2008 fotoaparátem ze 60. let 19. století. K vidění je také snímek dvou bratrů z roku 1928 od Rudolfa Koppitze nebo panorama Jany Sterbak.
Od zahraničních fotografů byla k vidění díla autorů jako například Rineke Dijkstra, Gustave Le Gray (Dromedár dělostřelců, Egypt, cca 1866), August Sander, gumotiskový portrét Alfreda Stieglitze od Gertrude Käsebierové, díla německého avantgradisty Augusta Sandera, současná(2009) fotografka Lamia Naji a mnoho dalších...

### 2008
Japonsko, kurátor: Mariko Takeuchi

### 2007
Itálie, kurátor: Walter Guadagnini

### 2006
- Severské země, kurátor: Andrea Holzer

Byly vystaveny snímky Paříže od významných umělců jako Eugène Atget, Brassaï, André Kertész, Henri Cartier-Bresson, Robert Capa, Robert Doisneau nebo Willy Ronis.
- 2005: Španělsko, kurátor: Rosa Olivares
- 2004: Švýcarsko, kurátor: Nicolas Trembley
- 2003: Mexiko, kurátor: Olivier Debroise

### 2002
Hlavním tématem bylo Holandsko.
Fotografie se prodávaly v cenách mezi dvěma a deseti tisíci euro. Za cenu více než 100.000 euro se prodávaly snímky Man Rayových originálů, podobně stály Kertészovy originály z dvacátých let 20. století. Extrémně nadhodnocen byl snímek Alfreda Eisenstaedta, kterou pořídil z divadelní lóže a za kterou její majitel požadoval 150 tisíc euro. K vidění byly fotografie Henriho Cartiera-Bressona, Dona McCullina nebo Rogera Ballena.
- 2001: Německo
- 2000: Corporate Collections
- 1999: Móda a fotografie

### 1997
První veletrh Paris Photo se konal v roce 1997 a tradičně se konal v Carrousel du Louvre, kde se nacházejí velké podzemní výstavní prostory a obchodní centrum spojené s muzeem Louvre. Ročníku se zúčastnilo asi 60 vystavovatelů (včetně galerií a vydavatelů). Celkem bylo zastoupeno 12 zemí.

## Česká fotografie
Česká fotografie bývá na veletrhu zastoupena prostřednictvím několika zahraničních galerií, například klasiky jako byli František Drtikol, Josef Sudek, Jan Lauschmann nebo Jaroslav Rössler.

## Galerie
V minulých ročnících byla vystavena následující díla:

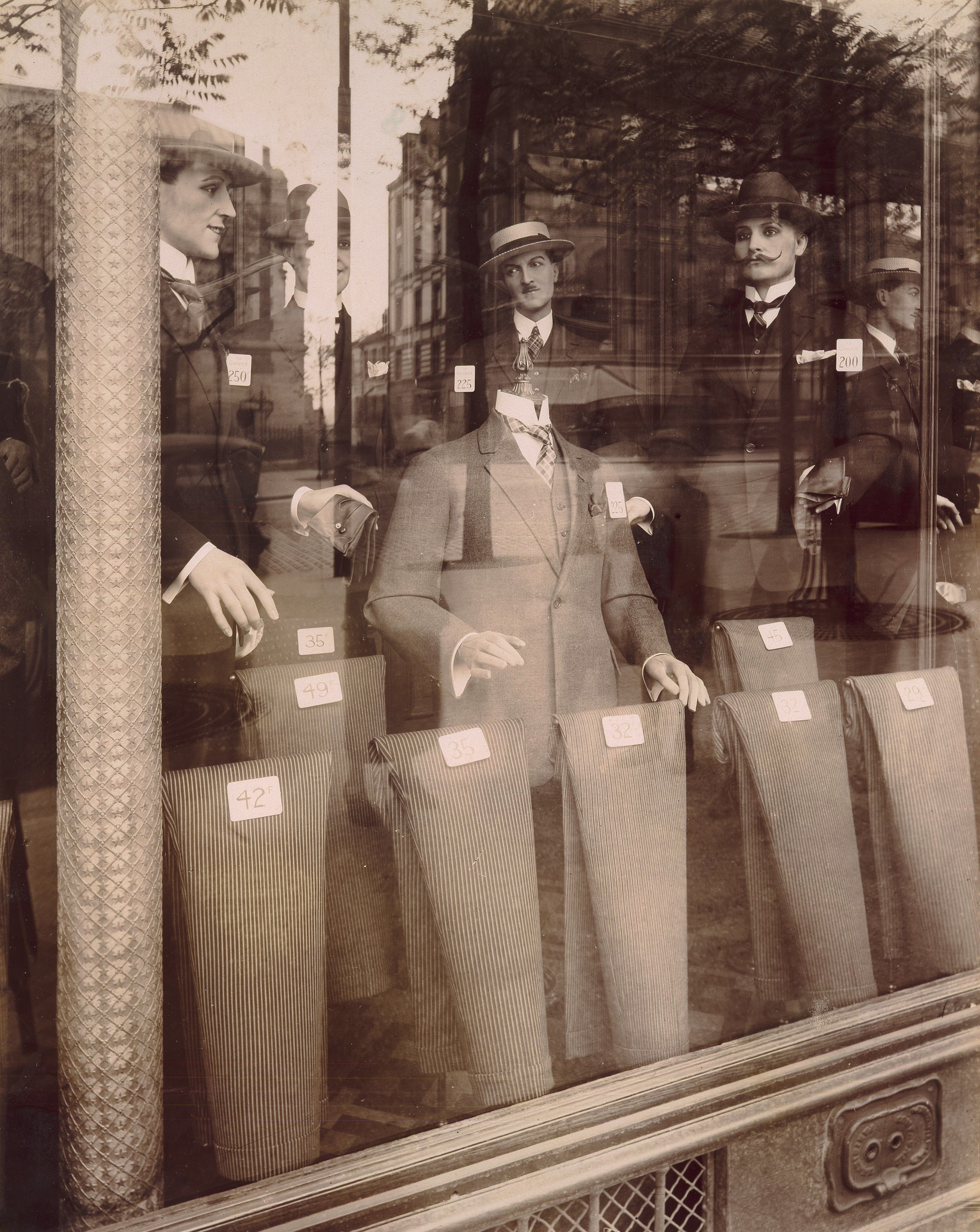
Eugène Atget: Avenue des Gobelins, 1927
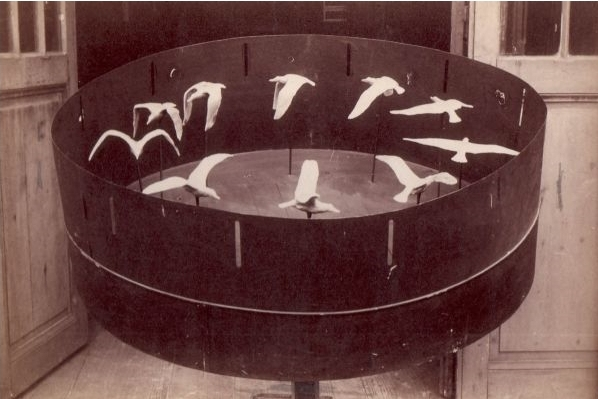
Étienne-Jules Marey: Stroboskop, ve kterém jsou uspořádány v deseti snímcích navazující reliéfy racka v letu, 1887